# Згоњево
Згоњево је насељено мјесто у граду Требиње, Република Српска, БиХ. Према попису становништва из 1991. у насељу је живјело 129 становника.

## Становништво
| Националност       | 1991. | 1981. | 1971. | 1961. |
| Срби               | 126   | 120   |       |       |
| Југословени        | 1     | 6     |       |       |
| Муслимани          | 2     | 1     |       |       |
| остали и непознато |       |       |       |       |
| Укупно             | 129   | 127   | '     | '     |

| Демографија | Демографија | Демографија |
| Година      | Становника  | Становника  |
| ----------- | ----------- | ----------- |
| 1981.       | 127         |             |
| 1991.       | 129         |             |